# Meugat Meuh
Meugat Meuh is een bestuurslaag in het regentschap Nagan Raya van de provincie Atjeh, Indonesië. Meugat Meuh telt 351 inwoners (volkstelling 2010).